# Ефект Фрумкіна
Ефект Фрумкіна (рос. эффект Фрумкина, англ. Frumkin effect) — вплив на кінетику електродної реакції адсорбції реагентів або інтермедіатів, внаслідок чого швидкість реакції не описується простою залежністю від концентрації, при чому відхилення можуть бути спричинені як ентальпійним, так і ентропійним ефектом. Названий на честь радянського хіміка Олександра Фрумкіна.